# Nuevo Portil
Nuevo Portil es una localidad costera perteneciente al municipio de Cartaya (España). Está situada a 6 km del núcleo principal y en 2024 tenía una población de 1494 habitantes según el INE. Forma un conglomerado urbano junto a la localidad de El Portil, en el término municipal de Punta Umbría.

## Historia
El municipio de Punta Umbría se segregó de Cartaya el 26 de abril de 1963, fecha a partir de la cual se iniciaría la construcción de El Portil. El principal promotor de este desarrollo urbanístico fue el grupo empresarial Explosivos Río Tinto (ERT), que poseía numerosos terrenos en la zona. Más tarde, en la década de 1990, el municipio de Cartaya decidió impulsar el turismo, previamente iniciado por el municipio de Punta Umbría, y creó la unidad de población de Nuevo Portil.